# ريشارد زيكساو
ريشارد زيكساو Richard Sexau (ولد في 11 يناير 1882 في كارلسروهه – ومات في 23 أغسطس 1962 في ميونخ) هو كاتب ومؤرخ ألماني.
درس الفلسفة والاقتصاد القومي وتاريخ الأدب والموسيقى والفن. حصل على درجة الدكتوراه عام 1905. تزوج في عام 1904 مارجاريته فراين فون كرافت إيبنج ابنة الطبيب النفسي الفييني الشهير ريشارد فون كرافت إيبنج. قام بالعديد من الرحلات عبر أوروبا وشمال إفريقيا. اشترك في الحرب العالمية الأولى وحارب على الجبهة الغربية. عين نبعوثا في الإرسالية الألمانية في هاج لعامي 1919 و 1920.
في قصر أشولدينج في ديترامتسيل أشولدينج في بافاريا العليا كرس نفسه للكتابة منذ عام 1920. وقد كتب العديد من الروايات والمقالات.

## وصلات خارجية
- ريشارد زيكساو على موقع مونزينجر (الألمانية)